# یواس‌آرسی تگالتین (۱۸۷۱)
یواس‌آرسی تگالتین (۱۸۷۱) (به انگلیسی: USRC Gallatin (1871)) یک کشتی بود که طول آن ۱۳۷ فوت ۰ اینچ (۴۱٫۷۶ متر) بود. این کشتی در سال ۱۸۷۱ ساخته شد.